# Châteauneuf-la-Forêt
Châteauneuf-la-Forêt är en kommun i departementet Haute-Vienne i regionen Nouvelle-Aquitaine i västra Frankrike. Kommunen ligger i kantonen Châteauneuf-la-Forêt som tillhör arrondissementet Limoges. År 2022 hade Châteauneuf-la-Forêt 1 536 invånare.

## Befolkningsutveckling
Antalet invånare i kommunen Châteauneuf-la-Forêt
| Referens: INSEE |